# Жан-Батист Моньє
Жан-Батист Моньє (фр. Jean-Baptiste Maunier; нар. 22 грудня 1990, Бриньйоль, Вар) — французький співак та актор, який зіграв у фільмі «Хористи», «Клятий мобільник» та ін.

## Біографія
Народився 22 грудня 1990 року в Бріньйолі в родини журналістів Тьєррі та Мюріель Моньє. Останнім часом живе в передмісті Ліона (Сент-Фуа-ле-Ліон). Має молодшого брата Бенжамена (1995).
У дитинстві Жан-Батист хотів стати журналістом, але його музичний дар привів його до артистичної кар'єри. Після шостого класу йому було запропоновано вибрати будь-який напрямок у мистецтві. Він обрав спів і став членом хору «Маленькі співаки Сент-Марка» (Petits Chanteurs de Saint-Marc), наслідуючи приклад батька, який сам співав у хорі «Petits Chanteurs de Saint-Raphael».

### Хористи
Режисер фільму «Хористи» Крістоф Барратьє побачив Жана-Батиста на кастингу хористів, які мали заспівати саундтрек до цього фільму, і взяв його на роль соліста хору П'єра Моранжа. Цей фільм вийшов у кінотеатрах 17 березня 2004 року і мав надзвичайний успіх. У Франції й за кордоном про нього було написано велику кількість статей. У Франції було продано 800 000 альбомів оригінального саундтреку фільму.
На піку популярності фільму Жан-Батист разом з хором брав участь у багатьох концертах у всьому світі.

### Concerto pour deux Voix
У лютому 2005 року Жан-Батист пішов з хору, аби більше часу приділити навчанню та досконало оволодіти професією актора. Водночас він виконав чудовий дует разом з Клеманс — «Concerto Pour Deux Voix» («Концерт на два голоси»).
Після закінчення ліцею Жан-Батист удосконалював свої акторські здібності в Інституті театру і кіно ім. Лі Страсберга (США).

### Крик
Завдяки акторському дару та яскравій зовнішності (його зріст — 194 см) він мав багато пропозицій на ролі в кіно. Так, у віці 14 років, він взяв участь у чотирисерійному телефільмі «Крик» («Le Cri»), знятому Ерве Басла для каналу France 2. Жан-Батист виконав роль Робера Пано в молодості, молодої людини, що працює на сталеливарному заводі (Франсіс Рено зіграв Робера в старості). Він з'являється в першому епізоді та в спогадах (третій епізод). Фільм було показано в лютому — березні 2006 року на каналі France 2.

### Великий Мольн
Коли зйомки у Ерве Басла закінчилися, 2006 року Жан-Батист продовжив зніматися разом з Ніколя Дювошель та Клеманс Поезі у фільмі «Великий Мольн» («Le Grand Meaulnes») за романом Алена-Фурньє. У цій стрічці Жан-Батист грає Франсуа Сереля.

### Пікколо, Саксо і Ко
Жан-Батист також брав участь у дубляжі: його голосом говорить Саксо в повнометражному музичному мультфільмі «Пікколо, Саксо та Ко», що був випущений в прокат у Франції 20 грудня 2006 року. Сам Жан-Батист зізнався, що отримав величезне задоволення від участі в озвучуванні і якщо матиме нагоду, то обов'язково погодиться озвучити якого-небудь героя.

### Клятий мобільник
Влітку 2006 року Моньє зіграв головну роль у повнометражному фільмі жахів Джеймса Хата «Клятий мобільник» («Le telephone maudit»). У цьому фільмі Жан-Батист грає Сіда, фаната групи AC/DC, який знайшов мобільний телефон, наділений незвичайною силою, за допомогою якого він намагається завоювати симпатію своєї однокласниці Енджі (Дженіфер Декер). Цей фільм, що є поєднанням фентезі та чорної комедії, цілковито розходиться з попереднім стилем Жана-Батиста. Актор зазначив, що це «фільм для молоді». Справді, «Клятий мобільник» — це перший фільм французького кінематографа такого типу. Фільм вийшов на екрани 7 квітня 2007 року.

### Участь у проектах
Жан-Батист також бере активну участь у благодійних акціях, таких, як «Зірки Надії» («Les etoiles de l'Espoir») та всім відомі «Les Enfoires» (організація, що використовує гроші з концертів на допомогу малозабезпеченим).

## Фільмографія
- 2004 — Хористи/Les Choristes — П'єр Моранж
- 2005 — Свято кіно /La Fête du cinéma — Клод Франсуа
- 2006 — Лист /La Lettre — Гі Моке (у 17 років)
- 2006 — Великий Мольн /Le grand Meaulnes — Франсуа Сер
- 2006 — Крик (серіал) /Le Cri — Робер у 15 років
- 2007 — Клятий мобільник /Le telephone maudit — Сід
- 2007 — Червоний готель /L'auberge rouge — Октав
- 2011 — Ідеальна дитина /Perfect Baby — Алекс
- 2014 — Стук серця, що тремтить / Le bruit d'un cœur qui tremble — Артюр Рембо

## Дискографія
- 2004: Les Choristes — Bande Originale de Film
- 2004: Les Petits Chanteurs de Saint Marc — Récital
- 2005: Le Train des Enfoirés
- 2005: Les Choristes en Concert
- 2005: Concert pour deux voix, avec Clémence
- 2006: Le Village des Enfoirés
- 2007: La Caravane des Enfoirés
- 2008: Les Secrets des Enfoirés
- 2010: Les Enfoirés… La Crise de Nerfs
- 2010 : Mistral Gagnant
- 2010: Dogora як соліст-тенор
- 2011: Dans l'oeil des Enfoirés
- 2012: Le bal des Enfoirés
- 2013: La Boîte de la musique des Enfoires